# Cecilia María de Borbón-Parma
Cecilia María de Borbón-Parma (en francés: Cecilia María de Bourbon-Parme; París 12 de abril de 1935 - 1 de septiembre de 2021) fue una noble y activista política franco-española. Hija del príncipe Javier, duque de Parma y Piacenza, defendió su reclamación de la jefatura de la Casa de Borbón-Parma y del trono español y más tarde la de su hermano mayor, el príncipe Carlos Hugo, duque de Parma y sus ideas izquierdistas. Se opuso a la dictadura de Francisco Franco y fue expulsada de España varias veces por trabajar para promover reformas democráticas. Durante su exilio, hizo conexiones en círculos intelectuales franceses y asistió al Congreso Mundial de Fuerzas de Paz de 1973 en Moscú y a la Conferencia de Berlín de 1974. Estuvo presente, junto con algunos de sus hermanos, en los sucesos de Montejurra en 1976.
La princesa Cecilia estuvo muy involucrada en causas humanitarias y religiosas. Piloto, se ofreció como voluntaria de la Soberana Orden Militar de Malta durante la guerra civil de Nigeria para transportar recursos y brindar ayuda humanitaria. A través de Naciones Unidas trabajó con la Organización para la Agricultura y la Alimentación en Laos, ayudó a víctimas de las inundaciones en el Vallès y trabajó como enfermera en una leprosería en la Marina Alta. Hacia el final de su vida, vivió en París y fue voluntaria en la Asociación Internacional de Hospicios y Cuidados Paliativos.

## Primeros años y familia
La princesa Cecilia María nació el 12 de abril de 1935, hija del príncipe Javier de Borbón-Parma, duque de Parma y Piacenza, pretendiente carlista al trono español y jefe de la casa de Borbón-Parma, y su esposa Madeleine de Bourbon-Busset, hija del conde de Lignières y miembro de una rama cadete de la Casa de Borbón. Era la hermana menor de la princesa María Francisca, el príncipe Carlos Hugo y la princesa María Teresa y hermana mayor de la princesa María Nieves y el príncipe Sixto Enrique. También era sobrina de la última emperatriz austríaca Zita de Borbón-Parma.
La princesa Cecilia se educó en Estados Unidos, Quebec, y en Allier antes de finalizar sus estudios en el Institut Catholique de París. Luego estudió derecho político en la Universidad de la Sorbona de París y en la Universidad Complutense de Madrid.
Su padre le otorgó el título de Condesa de Poblet. Durante su juventud, la princesa estuvo activa en la sociedad: el 22 de abril de 1955, fue presentada como debutante en un baile de presentación organizado por sus padres en el Hôtel Ritz de París. También asistió a eventos como una recepción y fiesta en el Hotel Wellington de Madrid en 1959 o el Baile de París celebrado en la Embajada de Francia en Bruselas en 1960.

## Activismo
La princesa Cecilia María acompañó a su padre en un viaje a España en 1951, y luego en 1955 volvió a visitar el país con sus hermanas María Teresa y Nieves, como sus primeras visitas al país para comenzar a conocer el carlismo. En 1956 se trasladó a España, haciéndose cargo de la secretaría política privada de los carlistas. Estuvo presente, junto con algunos de sus hermanos, en los Sucesos de Montejurra el 9 de mayo de 1976. 
Continuó las actividades de la dinastía carlista de España también viajando y dando a conocer el carlismo a otras ciudades españolas: visitó numerosas ciudades españolas como Infanta Carlista de España: en 1963 estuvo en Bañolas, donde participó en actos carlistas, asistió a una exposición de los principales productos industriales y agrícolas locales, visitó el Museo Arqueológico de la ciudad y fue invitada a almorzar por la Comunión Tradicionalista.
En septiembre del mismo año inició una visita a varias zonas de España con su hermana María Teresa, lo cual fue visto como un movimiento de la familia Borbón-Parma dirigido al régimen de Franco que comenzaba a pensar en nombrar el príncipe Juan Carlos (hijo de otro pretendiente al trono español, el infante Juan, conde de Barcelona) como heredero al trono. La familia Borbón-Parma no renunciaría a sus pretensiones al trono de España a pesar de la boda del príncipe Juan Carlos y Princesa Sofía de Grecia, que tuvo lugar el año anterior, en mayo de 1962.

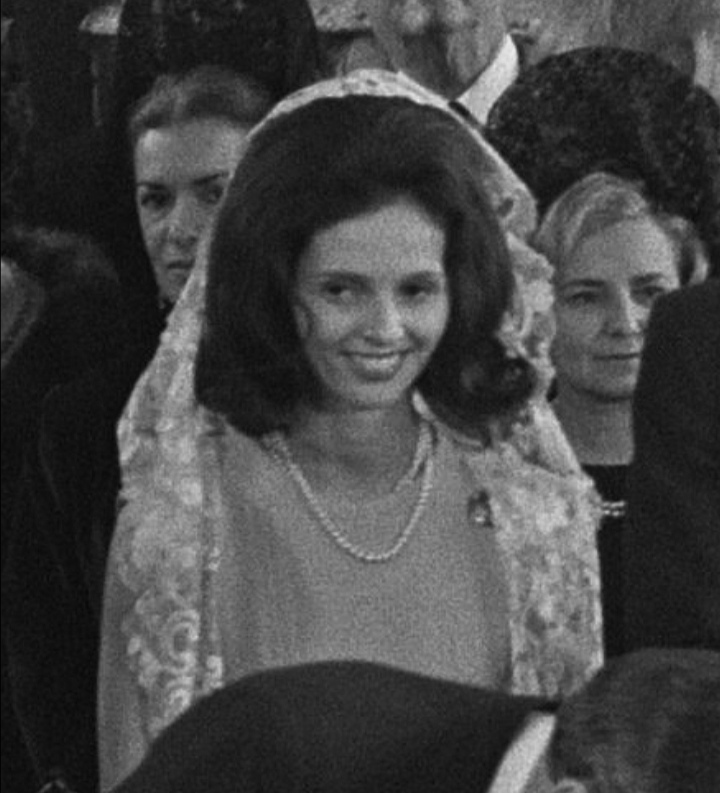
Cecilia de Borbón-Parma en el bautizo de Carlos Javier de Borbón-Parma.

La princesa Cecilia trabajó como enfermera en la leprosería de Fontilles en la Marina Alta, se ofreció como voluntaria para ayudar a las víctimas de las inundaciones en el Vallès y trabajó para la Organización para la Agricultura y la Alimentación en Laos. Cuando comenzó la guerra civil de Nigeria en 1967, se ofreció como piloto de la Soberana Orden Militar de Malta y voló al país para llevar ayuda humanitaria. Anteriormente se había entrenado como piloto y paracaidista. Rescató a niños huérfanos durante la guerra y distribuyó alimentos, volando entre Biafra y Libreville. La princesa Cecilia recibió la Cruz de la Orden pro Mérito Melitensi de la Soberana Orden Militar de Malta por su labor humanitaria durante la guerra civil de Nigeria. Regresó a España después de la guerra pero fue expulsada por Francisco Franco en 1971.
Mientras estuvo en el exilio, ella y sus hermanas, María Teresa y Nieves, participaron activamente en el Frente Exterior del Partido Carlista. Hizo contactos con varios intelectuales mientras estaba exiliada en Francia, entre ellos Marcel Niedergang, André Malraux, Louis Leprince-Ringuet, Gaston Monnerville, el obispo Daniel Pezeril y Manuel Azcárate. 
Asistió al Congreso Mundial de Fuerzas de Paz de 1973 en Moscú y asistió a una reunión ecuménica patrocinada por el Patriarca Pimen I de Moscú. En 1974, asistió a la Conferencia de Berlín, una conferencia católica progresista. La princesa Cecilia María se manifestó contra la guerra de Vietnam, participó en manifestaciones a favor de los derechos humanos y contra la guerra junto con su amigo el célebre economista John Kenneth Galbraith. En 1977, escribió un libro, "Diccionario del carlismo", que habla sobre el carlismo y sus cambios durante la época. Se le permitió regresar a España en noviembre de 1977, donde se instaló para ayudar a su hermano Carlos Hugo en la gestión del carlismo.
También le apasionaba la teología católica y los archivos. Vivió sus últimos años en París, donde trabajó como voluntaria en la Asociación Internacional de Hospicios y Cuidados Paliativos.

## Ruptura familiar
Después de que su padre abdicara en su hijo mayor, el príncipe Carlos Hugo en 1975, se produjo una ruptura política en la familia. La princesa Cecilia, la princesa María Teresa y la princesa María de las Nieves apoyaron la ideología progresista de su hermano mientras que la princesa María Francisca, el príncipe Sixto Enrique y su madre se opusieron a Carlos Hugo y a las reformas políticas e ideológicas que pretendía renunciando al tradicionalismo y a la monarquía.
En 1977 se produjo la ruptura definitiva cuando su madre Magdalena la acusó a ella y a Carlos Hugo de haber sacado del hospital a don Javier, en contra de las indicaciones de los médicos, para llevarlo ante un notario desconocido y obligarle a hacer una declaración a favor de Carlos Hugo y «contraria al auténtico Tradicionalismo» para fallecer poco después. Tras estos sucesos, llegó a repudiar y desheredar a sus hijos Carlos Hugo, María Teresa, Cecilia y Nieves, y mandó que a su muerte no pudiesen asistir al velatorio de su cadáver en el castillo de Lignières.

## Últimos años, muerte y entierro
El 5 de abril de 2014, actuó como madrina en el bautismo de Cecilia María de Borbón-Parma, la hija de su sobrino.En julio del mismo año, durante una entrevista con un periódico francés, Cecilia habló sobre su hermana María Teresa, cuando se le preguntó por qué su hermana nunca se había casado, Cecilia afirmó que "tiene un nivel muy alto. Si se le hubiera presentado una oportunidad, la habría aprovechado. Pero nada acorde con sus aspiraciones la distrajo de su culto a la independencia".
En 2016 Cecilia María regresó a Parma, donde ya había estado en 2012 y 2014, para asistir al bautismo de Carlos Enrique de Borbón-Parma, tercer hijo de su sobrino Carlos Javier. En aquella ocasión la princesa fue fotografiada mientras sus hermanas María Teresa y María Nieves la ayudaban a caminar y junto a su sobrino el príncipe Carlos Enrique de Lobkowicz, que acudió en representación de su madre la princesa María Francisca.
En 2018, Cecilia María y sus hermanas María Teresa y María Nieves se reconciliaron con su hermana mayor, María Francisca, con quien habían entrado en conflicto tras la muerte de su padre.
En los últimos años de su vida, la princesa Cecilia María padeció varias enfermedades que la llevaron a ser atendida por sus hermanas y una enfermera. En particular, padeció una importante y grave enfermedad que la mantuvo confinada en su domicilio durante los últimos años de su vida.
La princesa Cecilia murió en el hospital de Broca en París el 1 de septiembre de 2021, cinco días después de asistir al funeral de su hermana María Teresa. Su muerte fue anunciada en un comunicado oficial realizado por su sobrino, Carlos Javier. Se celebró un funeral católico en Notre-Dame-des-Champs, París, el 10 de septiembre de 2021. A la misa fúnebre asistieron miembros de su familia, incluido Carlos Javier y sus hermanos Jaime, Margarita y Carolina; la princesa María Francisca, la princesa María de las Nieves, Amaury de Borbón-Parma y el príncipe Carlos Enrique de Lobkowicz. Finalmente, fue incinerada y sus restos fueron enterrados en la cripta familiar en el Santuario de Santa Maria della Steccata en Parma, Italia, el 18 de marzo de 2022.

## Títulos y tratamientos
Esta tabla aún no está actualizada. Puedes contribuir aportando información sobre títulos y tratamientos de esta persona.